# 世界拉力锦标赛

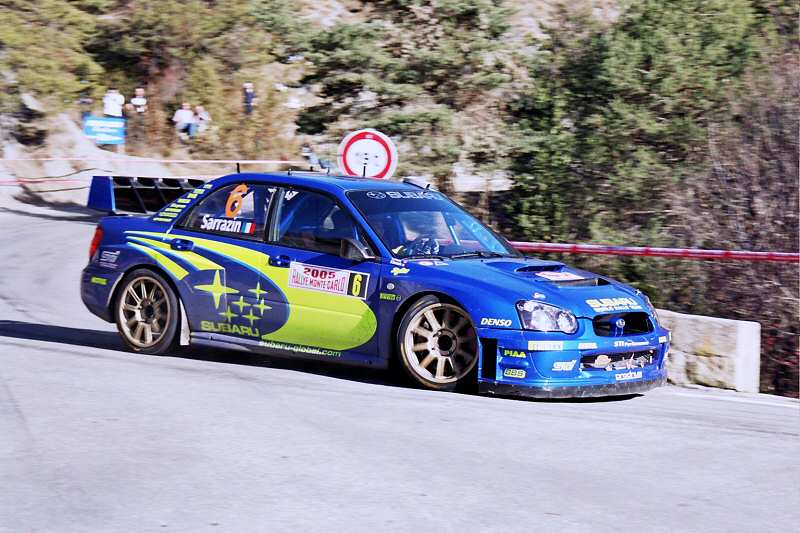
2005年蒙地卡羅拉力賽中的斯巴鲁Impreza

世界拉力锦标赛（英語：World Rally Championship，简称，又譯作世界越野錦標賽）是一项由國際汽車聯盟（FIA）组织的，以全世界為范围的级别最高的拉力系列赛事，第一届赛事於1973年举行。世界拉力錦標賽包括車手世界冠軍及車廠世界冠軍兩個不同的最高獎項，系列賽現包括13場為期3天的分站賽，比賽場地包括碎石路、柏油路或雪地，每場分站賽又被分為15至25個全封閉賽段。

## 特色及規則
世界拉力錦標賽可以說是所有賽車種類中最嚴苛，也最接近真實世界的賽車賽事，因為所有參賽車輛都是以市售量產車為基礎研發改裝而成，賽道則由各主辦國提供國內的公路所組成，其中包括芬蘭的冰天雪地、阿根廷的惡劣山路、西班牙的高速道路、紐西蘭的草原、非洲肯亞的原野，並在雨林泥濘、雪地、沙漠及蜿蜒山路等全球各地最具代表性險惡路段的道路中進行，全都是真實世界的道路，幾乎可以說是「只要有路的地方，WRC就能比賽」。

### 賽程
2025年進行的世界拉力錦標賽規劃有14站分站賽，分別在14個國家舉行，賽季由1月尾開始，直至11月完成。
WRC的比賽方式很特別，分站賽為期三天，總比賽里程會長達1500公里。由於賽道是由普通的道路組成，所以不像封閉賽車場是一路跑完的，WRC賽道通常是分布在一個地區的許多段道路組成的，賽車必須跑完一段賽道後再開往下一段賽道進行比賽，如此一天跑個幾段，連續跑三天才算跑完比賽。車手駕駛的賽車在賽段之間的道路行駛時被視為一般車輛，因此車手須遵守當地交通規則。
因為一般道路不像賽車場的跑道寬敞，再加上會有前車煙霧的影響，因此WRC比賽是採用每隔五分鐘逐一發車的比賽方式，所以不會有一般賽車場的兩車追逐鏡頭（除非有人因為賽車故障或意外而嚴重落後了），比賽是以各車完成各段比賽的時間總和論勝負。

### 分站賽
世界拉力锦标赛的分站賽分布于全球各不同的主辦國，路況包括沥青、砂石和冰雪等。每个赛站分为15至25個赛段，规则与一般拉力赛事相同。
2004年至2005年的赛站有摩納哥、瑞典、墨西哥、新西兰、塞浦路斯、希腊、土耳其、阿根廷、芬兰、德国、日本、英国、意大利、法国、西班牙以及澳大利亚，共16个。其中2004年的日本站和墨西哥站是歷史上第一次主辦分站賽。
2006年的赛站包括摩納哥、瑞典、澳大利亚、墨西哥、新西兰、塞浦路斯、希腊、土耳其、阿根廷、芬兰、德国、日本、意大利、法国、西班牙和英国共16站。
2009年賽站比2008年刪減了3站，只進行12個賽站比賽，分別是：愛爾蘭、挪威、塞浦路斯、葡萄牙、阿根廷、意大利、希臘、波蘭、芬蘭、澳大利亞、西班牙和英國。
2011年賽站分別是：瑞典、墨西哥、葡萄牙、約旦、意大利、阿根廷、希臘、芬蘭、德國、澳大利亞、法國、西班牙和英國。

### 赛车規格

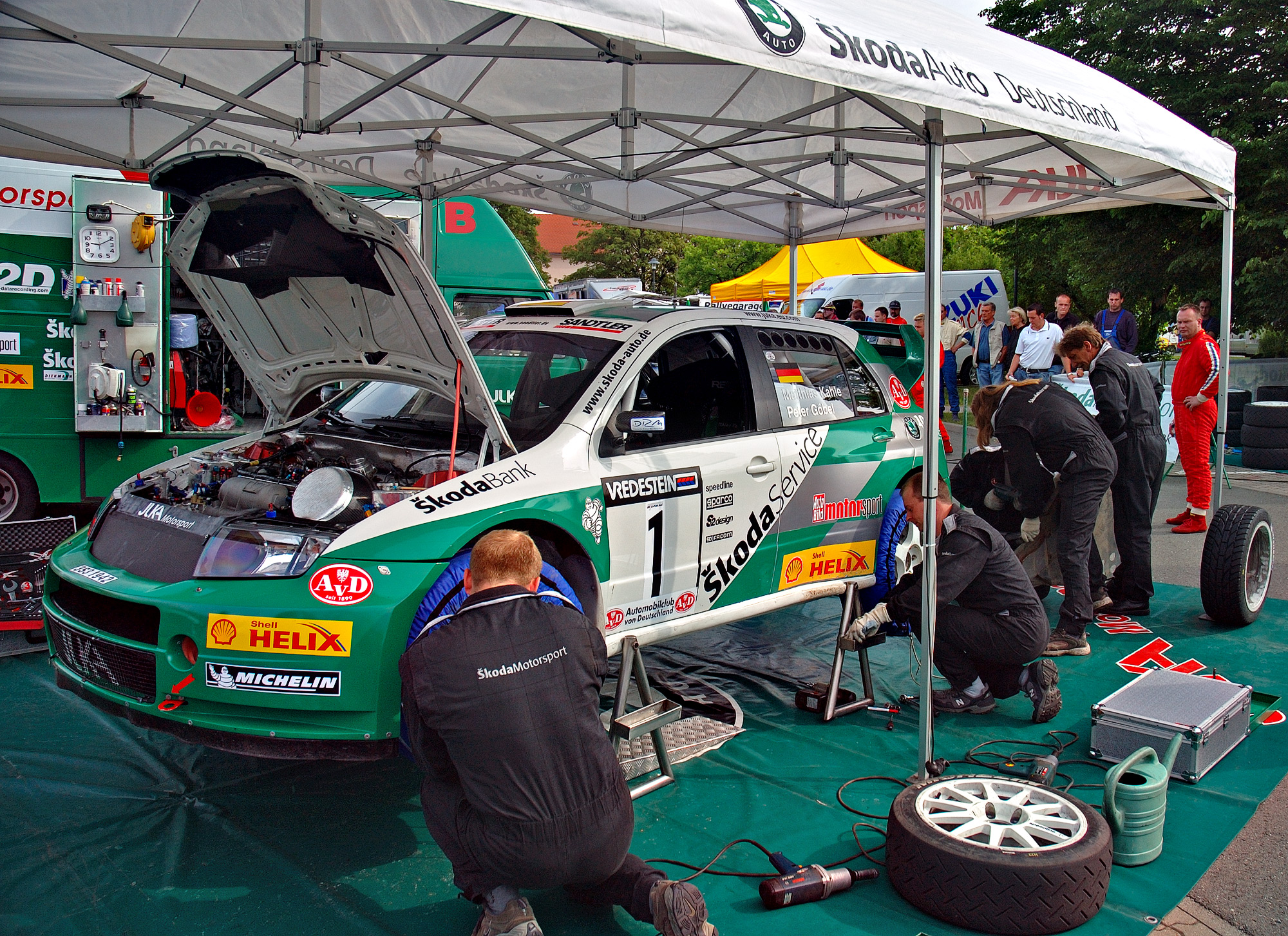
为该项赛事而改装的斯柯达晶锐

参赛赛车必须为四輪驅動系統，並搭配2.0公升渦輪增壓引擎，自2011年起，國際汽車聯盟開始實施世界拉力錦標賽的新賽例，規定參賽車輛將全面改用符合FIA Super2000規範的四輪驅動系統，此外引擎改为符合節能環保趨勢的1.6公升渦輪增壓引擎，最大馬力輸出被限制在300匹，最低車重為1,200公斤，并且禁止了撥片換檔。與一級方程式賽車不同的是，WRC的參賽車型必需為市售量產車。

### 參賽車隊
共有20個車廠曾經獲得世界拉力錦標賽的車隊冠軍頭銜，另外又有10個車廠登上過領獎台。
曾經于1998年世界拉力錦標賽登頂過車隊世界冠軍的三菱車隊於2005宣布無限期退賽，而曾經連續3屆登頂過車隊世界冠軍的速霸陸車隊也因全球金融危機，於2008年宣布暫時退出該賽事。
一支世界拉力車隊通常會包括40個組員在分站賽期間工作，另有60至100名成員留守在車隊基地。

### 參賽車手
由於賽程相當遠且複雜，因此WRC賽車是由兩人搭檔駕駛，正駕駛為車手，副駕駛為領航員。領航員會依據先前紀錄的路書向車手提示彎道、路況等比賽資訊，而車手則依領航員的指示以最快且安全的速度將車子帶向終點。
跟一般一位車手駕駛一台賽車相比，WRC賽車除了考驗車手與領航員的專業技術外，更考驗着兩人的合作默契。

### 積分規則
世界拉力錦標賽的積分系統分為兩種：車手積分與車隊積分，兩種積分的計算方式不同：
- 車手積分：總成績前十名可獲得積分。另外有星期日及Power Stage賽段積分，各取前五名，第一名至第五名分别為5分、4分、3分、2分、1分。
- 車隊積分：每支車隊可提名三輛賽車獲得積分，但每個階段只有成績最好的兩輛賽車能夠計入車隊積分。

| 名次        | 冠軍 | 亞軍 | 季軍 | 第四 | 第五 | 第六 | 第七 | 第八 | 第九 | 第十 |
| 總成績      | 25   | 17   | 15   | 12   | 10   | 8    | 6    | 4    | 2    | 1    |
| 星期日      | 5    | 4    | 3    | 2    | 1    |      |      |      |      |      |
| Power Stage | 5    | 4    | 3    | 2    | 1    |      |      |      |      |      |

## 歷屆冠軍

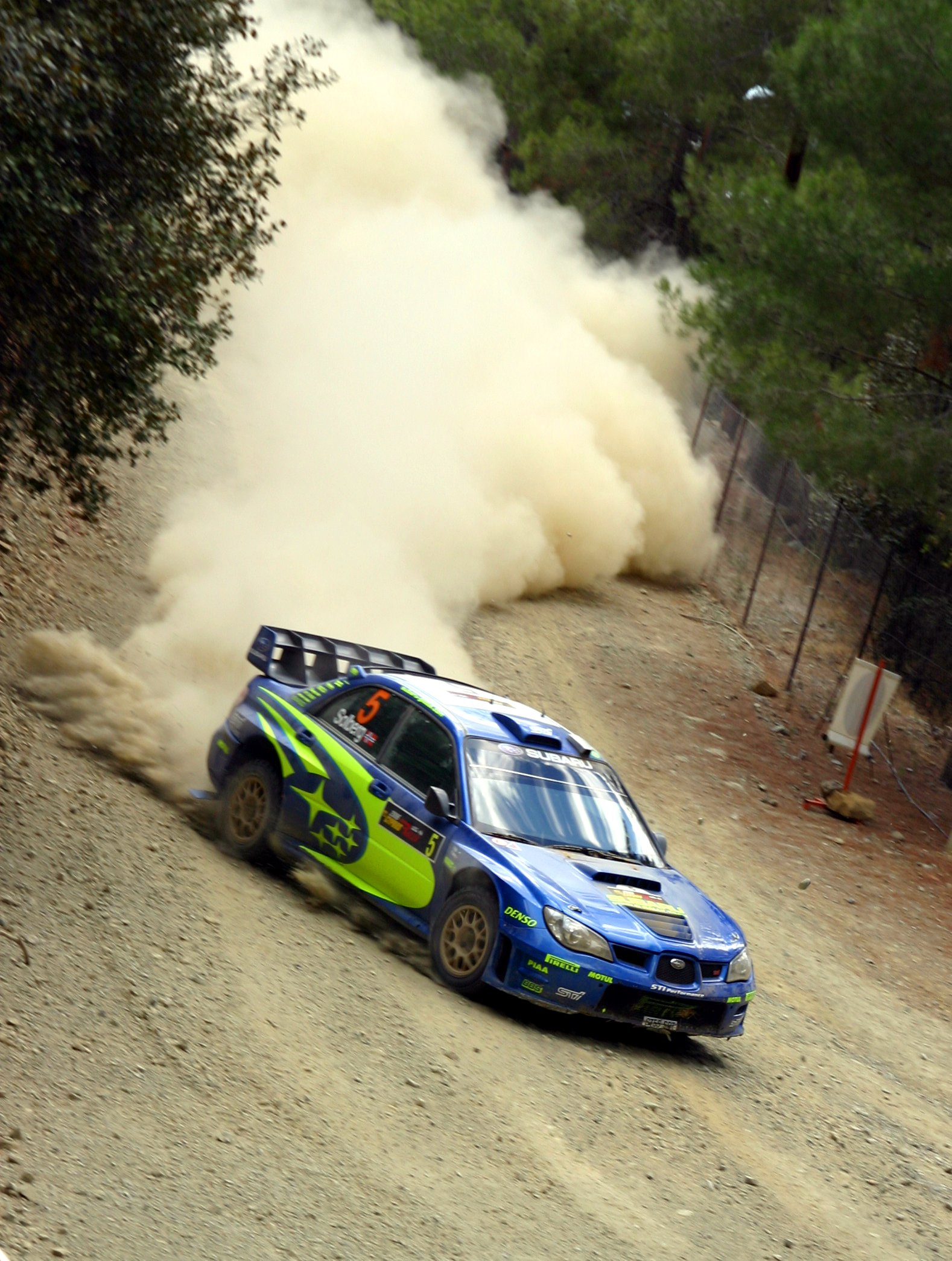
皮特·索伯格在2006年塞浦路斯拉力賽中

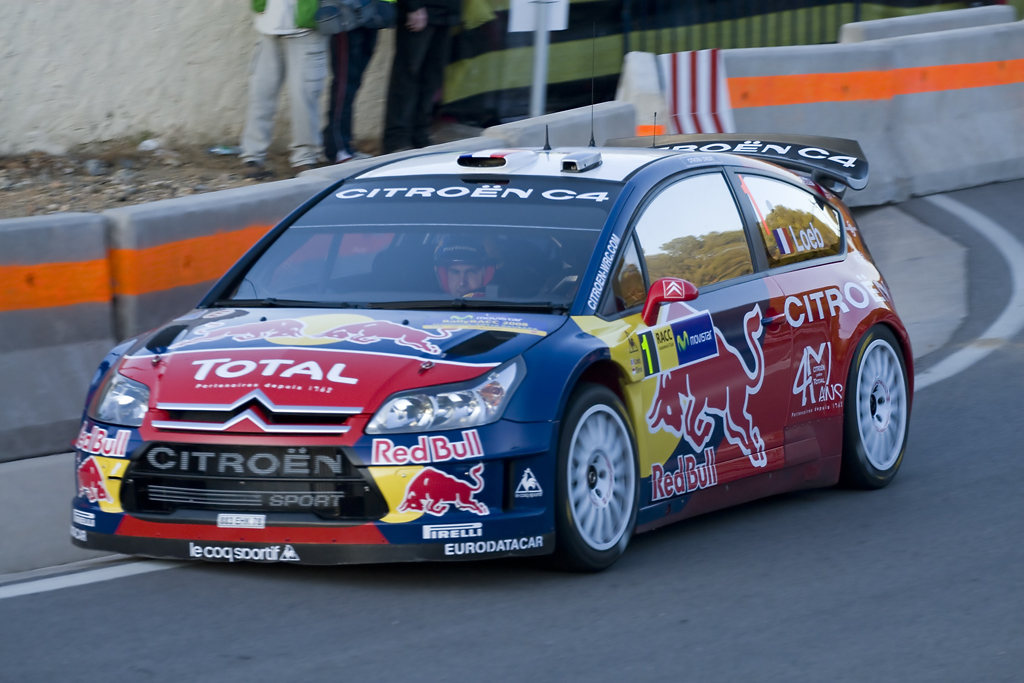
塞巴斯蒂安·勒布在2008年羅尼亞拉力賽中

| 賽季                                                                                      | 車手冠軍            | 車手冠軍                  | 廠商車隊冠軍  | 廠商車隊冠軍              |
| 賽季                                                                                      | 車手                | 車輛                      | 車廠          | 車輛                      |
| ----------------------------------------------------------------------------------------- | ------------------- | ------------------------- | ------------- | ------------------------- |
| 2023                                                                                      | 卡勒·罗万佩雷       | 豐田GR Yaris Rally1       | 豐田          | 豐田GR Yaris Rally1       |
| 2022                                                                                      | 卡勒·罗万佩雷       | 豐田GR Yaris Rally1       | 豐田          | 豐田GR Yaris Rally1       |
| 2021                                                                                      | 塞巴斯蒂安·奥吉尔   | 豐田Yaris WRC             | 豐田          | 豐田Yaris WRC             |
| 2020                                                                                      | 塞巴斯蒂安·奥吉尔   | 豐田Yaris WRC             | 現代          | 现代i20 Coupe WRC         |
| 2019                                                                                      | 奥特·塔纳克         | 豐田Yaris WRC             | 現代          | 现代i20 Coupe WRC         |
| 2018                                                                                      | 塞巴斯蒂安·奥吉尔   | 福特Fiesta WRC            | 豐田          | 豐田Yaris WRC             |
| 2017                                                                                      | 塞巴斯蒂安·奥吉尔   | 福特Fiesta WRC            | M-Sport(福特) | 福特Fiesta WRC            |
| 2016                                                                                      | 塞巴斯蒂安·奥吉尔   | 大众波罗R WRC             | 大众          | 大众波罗R WRC             |
| 2015                                                                                      | 塞巴斯蒂安·奥吉尔   | 大众波罗R WRC             | 大众          | 大众波罗R WRC             |
| 2014                                                                                      | 塞巴斯蒂安·奥吉尔   | 大众波罗R WRC             | 大众          | 大众波罗R WRC             |
| 2013                                                                                      | 塞巴斯蒂安·奥吉尔   | 大众波罗R WRC             | 大众          | 大众波罗R WRC             |
| 2012                                                                                      | 塞巴斯蒂安·勒布     | 雪鐵龍DS3 WRC             | 雪鐵龍        | 雪鐵龍DS3 WRC             |
| 2011                                                                                      | 塞巴斯蒂安·勒布     | 雪鐵龍DS3 WRC             | 雪鐵龍        | 雪鐵龍DS3 WRC             |
| 2010                                                                                      | 塞巴斯蒂安·勒布     | 雪鐵龍C4 WRC              | 雪鐵龍        | 雪鐵龍C4 WRC              |
| 2009                                                                                      | 塞巴斯蒂安·勒布     | 雪鐵龍C4 WRC              | 雪鐵龍        | 雪鐵龍C4 WRC              |
| 2008                                                                                      | 塞巴斯蒂安·勒布     | 雪鐵龍C4 WRC              | 雪鐵龍        | 雪鐵龍C4 WRC              |
| 2007                                                                                      | 塞巴斯蒂安·勒布     | 雪鐵龍C4 WRC              | 福特          | 福特Focus WRC             |
| 2006                                                                                      | 塞巴斯蒂安·勒布     | 雪鐵龍Xsara WRC           | 福特          | 福特Focus WRC             |
| 2005                                                                                      | 塞巴斯蒂安·勒布     | 雪鐵龍Xsara WRC           | 雪鐵龍        | 雪鐵龍Xsara WRC           |
| 2004                                                                                      | 塞巴斯蒂安·勒布     | 雪鐵龍Xsara WRC           | 雪鐵龍        | 雪鐵龍Xsara WRC           |
| 2003                                                                                      | 皮特·索伯格         | 速霸陸Impreza WRC         | 雪鐵龍        | 雪鐵龍Xsara WRC           |
| 2002                                                                                      | 馬庫斯·格倫霍姆     | 標緻206 WRC               | 標緻          | 標緻206 WRC               |
| 2001                                                                                      | 理察·伯恩斯         | 速霸陸Impreza WRC         | 標緻          | 標緻206 WRC               |
| 2000                                                                                      | 馬庫斯·格倫霍姆     | 標緻206 WRC               | 標緻          | 標緻206 WRC               |
| 1999                                                                                      | 托米·馬基寧         | 三菱Lancer Evolution      | 豐田          | 豐田Corolla WRC           |
| 1998                                                                                      | 托米·馬基寧         | 三菱Lancer Evolution      | 三菱          | 三菱Lancer Evolution      |
| 1997                                                                                      | 托米·馬基寧         | 三菱Lancer Evolution      | 速霸陸        | 速霸陸Impreza WRC         |
| 1996                                                                                      | 托米·馬基寧         | 三菱Lancer Evolution      | 速霸陸        | 速霸陸Impreza 555         |
| 1995                                                                                      | 科林·麥克雷         | 速霸陸Impreza 555         | 速霸陸        | 速霸陸Impreza 555         |
| 1994                                                                                      | 迪迪埃·奧里奧爾     | 豐田Celica Turbo 4WD      | 豐田          | 豐田Celica Turbo 4WD      |
| 1993                                                                                      | 尤哈·坎庫寧         | 豐田Celica Turbo 4WD      | 豐田          | 豐田Celica Turbo 4WD      |
| 1992                                                                                      | 卡洛斯·塞恩斯       | 豐田Celica Turbo 4WD      | 蘭吉雅        | 蘭吉雅Delta HF Integrale  |
| 1991                                                                                      | 尤哈·坎庫寧         | 蘭吉雅Delta Integrale 16V | 蘭吉雅        | 蘭吉雅Delta Integrale 16V |
| 1990                                                                                      | 卡洛斯·塞恩斯       | 豐田Celica GT-Four        | 蘭吉雅        | 蘭吉雅Delta Integrale 16V |
| 1989                                                                                      | 馬西莫·比亞西昂     | 蘭吉雅Delta Integrale     | 蘭吉雅        | 蘭吉雅Delta Integrale     |
| 1988                                                                                      | 馬西莫·比亞西昂     | 蘭吉雅Delta Integrale     | 蘭吉雅        | 蘭吉雅Delta Integrale     |
| 1987                                                                                      | 尤哈·坎庫寧         | 蘭吉雅Delta HF 4WD        | 蘭吉雅        | 蘭吉雅Delta HF 4WD        |
| 1986                                                                                      | 尤哈·坎庫寧         | 標緻205 Turbo 16          | 標緻          | 標緻205 Turbo 16          |
| 1985                                                                                      | 蒂莫·薩洛寧         | 標緻205 Turbo 16          | 標緻          | 標緻205 Turbo 16          |
| 1984                                                                                      | 斯蒂格·布洛姆奎斯特 | 奧迪Quattro               | 奧迪          | 奧迪Quattro               |
| 1983                                                                                      | 哈努·米科拉         | 奧迪Quattro               | 蘭吉雅        | 蘭吉雅Rally 037           |
| 1982                                                                                      | 沃特·羅厄爾         | 歐寶Ascona 400            | 奧迪          | 奧迪Quattro               |
| 1981                                                                                      | 阿里·瓦塔寧         | 福特Escort RS1800         | 塔爾博特      | 塔爾博特Sunbeam Lotus     |
| 1980                                                                                      | 沃特·羅厄爾         | 飛雅特131 Abarth          | 飛雅特        | 飛雅特131 Abarth          |
| 1979                                                                                      | 布約恩·瓦爾德加德   | 福特Escort RS1800*        | 福特          | 福特Escort RS1800         |
| 1978                                                                                      | 馬庫·阿倫***        | 飛雅特131 Abarth**        | 飛雅特        | 飛雅特131 Abarth          |
| 1977                                                                                      | 山德羅·穆納里***    | 蘭吉雅Stratos HF          | 飛雅特        | 飛雅特131 Abarth          |
| 1976                                                                                      | 無此獎項            | 無此獎項                  | 蘭吉雅        | 蘭吉雅Stratos HF          |
| 1975                                                                                      | 無此獎項            | 無此獎項                  | 蘭吉雅        | 蘭吉雅Stratos HF          |
| 1974                                                                                      | 無此獎項            | 無此獎項                  | 蘭吉雅        | 蘭吉雅Stratos HF          |
| 1973                                                                                      | 無此獎項            | 無此獎項                  | 阿爾派-雷諾   | 阿爾派A110                |
| * - 布約恩·瓦爾德加德曾在1979年世界拉力錦標賽其中兩站分站賽中駕駛一輛梅賽德斯-賓士450 SLC |                     |                           |               |                           |
| ** - 馬庫·阿倫曾在1978年世界拉力錦標賽其中兩站分站賽中駕駛一輛蘭吉雅Stratos HF            |                     |                           |               |                           |
| *** - 1977年和1978年並無車手冠軍獎項，獲獎車手授予國際汽車聯盟杯拉力車手的頭銜            |                     |                           |               |                           |
| 1973年至1976年不設車手冠軍獎項                                                            |                     |                           |               |                           |

## 收視
每年有超過10億人次透過電視轉播或其他媒體觀賞這世界頂尖的賽事。